# 舞子駅
舞子駅（まいこえき）は、兵庫県神戸市垂水区東舞子町にある、西日本旅客鉄道（JR西日本）山陽本線の駅である。駅番号はJR-A71。「JR神戸線」の愛称区間に含まれている。

## 概要
直営駅。アーバンネットワークエリアに属し、ICOCA及び提携ICカード利用可能駅である。JR線では神戸市最西端の駅にあたり、「神戸市内」として運賃計算の特例が適用されるのも当駅以東である。第2回近畿の駅百選選定駅。
駅の上を神戸淡路鳴門自動車道が通過しており、道路上のバス停留所・舞子バスストップ（別称「高速舞子」）までは当駅から徒歩約5分の範囲にある。そのため淡路島・四国方面へ向かう高速バスとの間の乗換客が多い。
普通電車と快速（「電車線」経由のみ）が停車する。このうち快速は明石海峡大橋開通に伴う高速舞子バス停開設により、1998年3月14日から停車するようになったものである。「列車線」側にはプラットホームが設置されておらず、列車線を走行する快速（朝ラッシュ時に設定）・新快速・特急の停車はない。

## 歴史
舞子地区は古来から保養地として知られ、当駅も最初は舞子公園の名を冠した停車場として誕生したが、高度成長期以降は垂水区西部の宅地開発により、これら住宅地へのアクセス拠点としての性格を持つようになった。さらに明石海峡大橋の開通によって高速バスとの乗り換え拠点としても利用されるようになる。

### 年表
- 1896年（明治29年）7月1日：山陽鉄道の垂水駅 - 明石駅間に舞子公園仮停車場として開業[2][1]。一般駅[1]。
- 1899年（明治32年）4月1日：舞子仮停車場に改称[2][1]。それまでは隣の垂水駅が「舞子駅」を名乗っていた[1]。
- 1906年（明治39年）12月1日：山陽鉄道国有化により[7]、官設鉄道に移管。同時に駅に昇格し、舞子駅となる[2][1]。
- 1934年（昭和9年）9月20日：当駅に電車が停車するようになる。
- 1943年（昭和18年）10月1日：貨物取扱廃止（旅客駅となる）[1]。
- 1964年（昭和39年）
  - 2月21日：荷物扱い廃止[1]。
  - 10月：駅舎改築[2]。
- 1987年（昭和62年）4月1日：国鉄分割民営化により、西日本旅客鉄道（JR西日本）の駅となる[7]。
- 1988年（昭和63年）3月13日：路線愛称制定により、「JR神戸線」の愛称を使用開始[7]。
- 1995年（平成7年）
  - 1月17日：阪神・淡路大震災により営業休止[7]。
  - 1月23日：須磨駅 - 西明石駅間復旧により、営業再開。
- 1997年（平成9年）
  - 3月8日：JR神戸線標準接近メロディ「さざなみ」導入[8]。
  - 11月15日：自動改札機を設置し、供用開始[9]。
- 1998年（平成10年）3月14日：明石海峡大橋が開通することに伴い当駅に電車線を走る快速が停車[5]。これにより、ホームを三ノ宮・尼崎・大阪方面に4両分延伸。
- 2002年（平成14年）7月29日：JR京都・神戸線運行管理システム導入[10]。
- 2003年（平成15年）11月1日：ICカード「ICOCA」の利用が可能となる。
- 2007年（平成19年）3月18日：駅自動放送を更新。
- 2010年（平成22年）12月17日：女性が車両連結部から線路に転落し、そのまま発車した快速にはねられ死亡する事故が発生（詳細は後述）[11][12]。
- 2015年（平成27年）3月12日：入線警告音の見直しに伴い、接近メロディをJR神戸線標準接近メロディ「さざなみ」の音質見直し版に再び変更する[13]。
- 2018年（平成30年）3月17日：駅ナンバリングが導入され、使用を開始する[14]。
- 2024年（令和6年）
  - 11月23日：みどりの券売機プラスを導入[15]。
  - 11月30日：みどりの窓口の営業を終了[15]。
- 2025年（令和7年）7月:ホーム柵の整備着工（昇降式）（1・2番線）[16]。

※なお、隣接する山陽電気鉄道舞子公園駅も、開業時は「舞子」と称しており、1927年 - 1935年までは同じ駅名の2駅が併存していた。逆に当駅も開業当初は「舞子公園」を名乗っていたが、山陽電気鉄道開業前の1896 - 1899年までのことであるため「舞子公園駅」が併存したことは無い。

## 駅構造

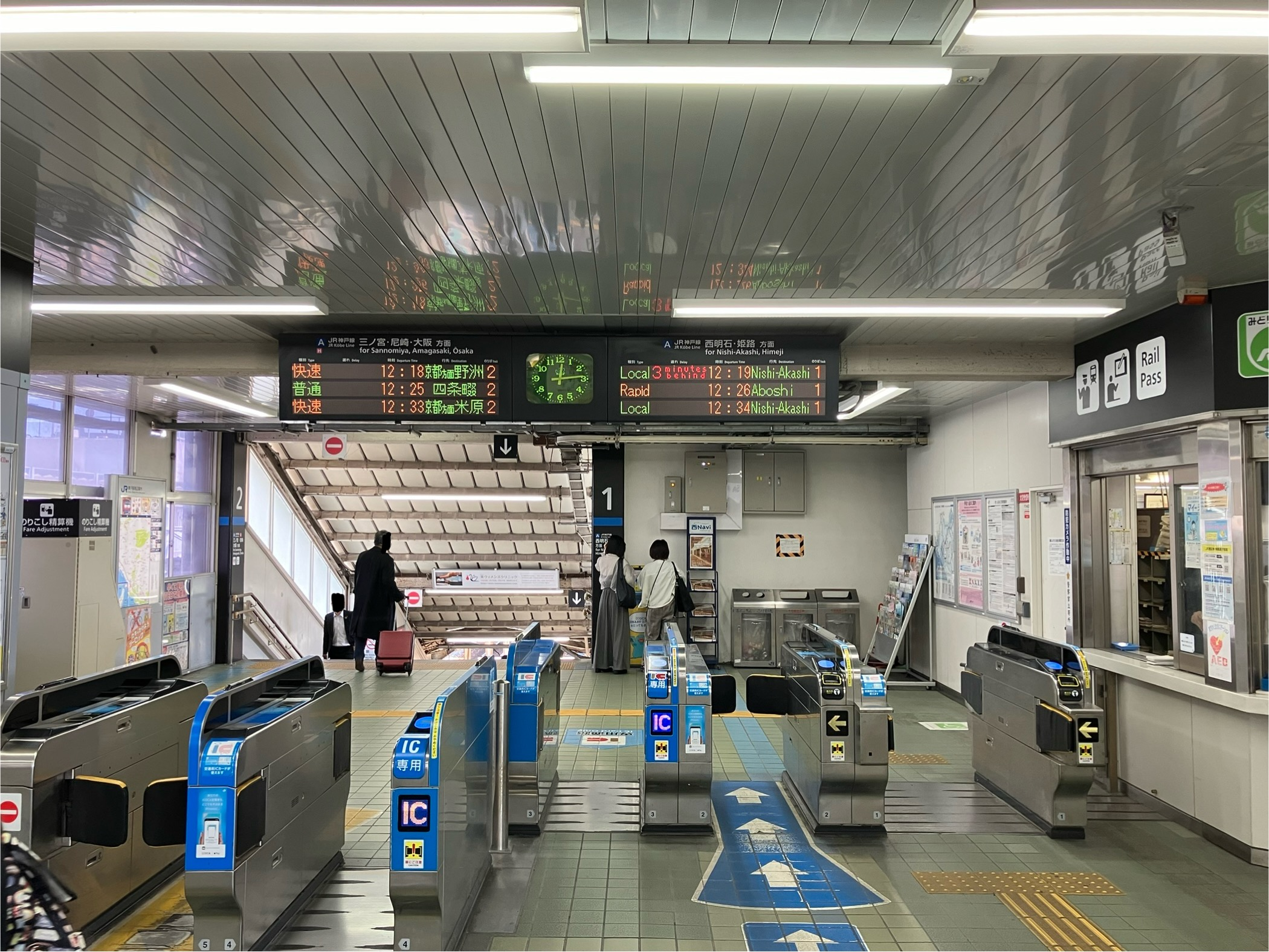
改札口（2024年4月）

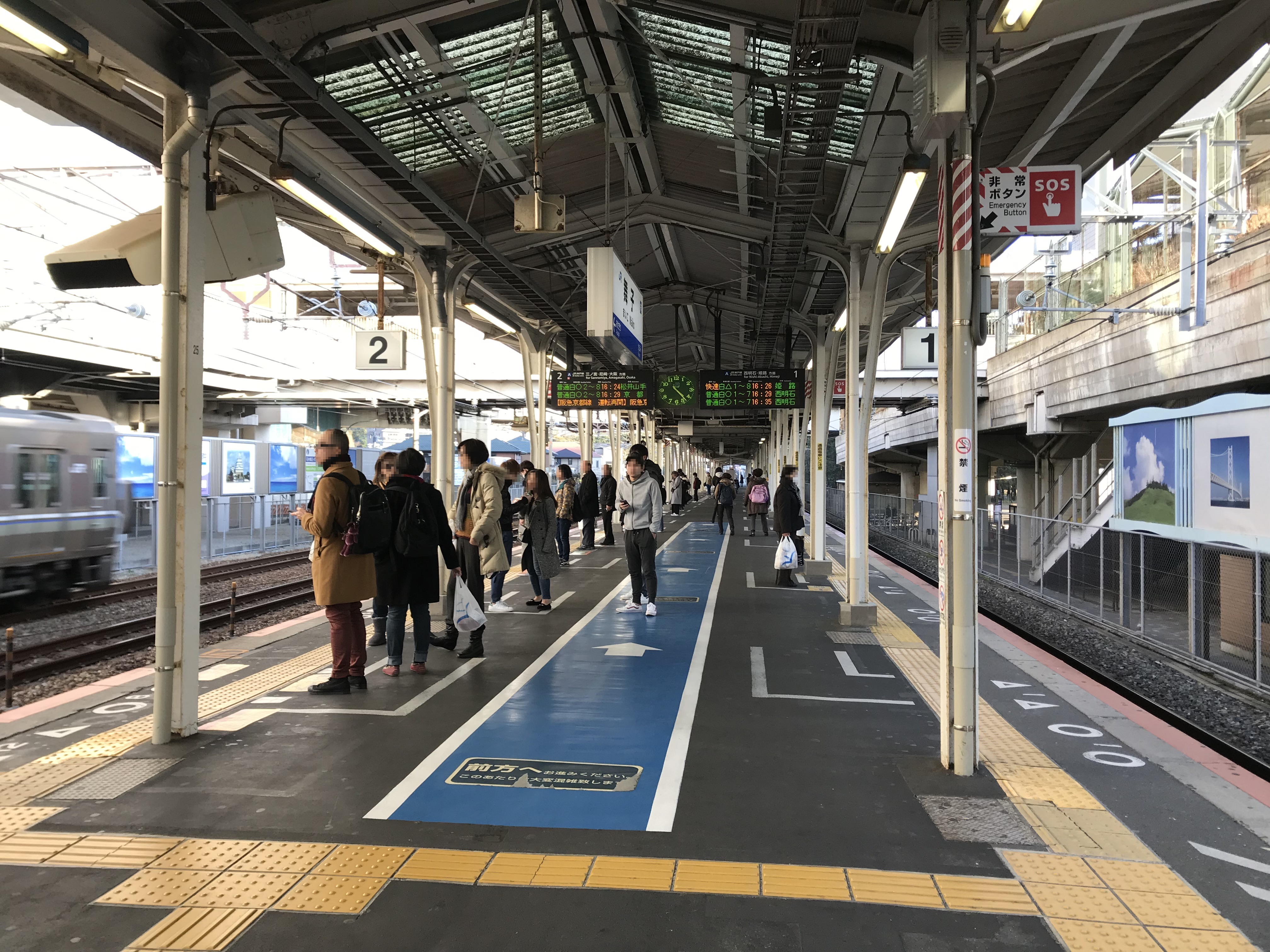
構内（2019年2月）

電車線のみに島式ホーム1面2線（ホーム長245m、12両編成対応）を有する地上駅で、橋上駅舎を有する。分岐器や絶対信号機を有さないため、停留所に分類される。
改札口は1ヶ所のみ。駅舎とホームを結ぶ階段は姫路側に設置されており、その階段の裏側にトイレがある。
前述のように、1998年3月14日ダイヤ改正までは普通列車のみの停車であったため、ホーム長は8両編成に対応した165mしか無かったが、編成の長い快速列車に合わせて延長された。

### のりば
| のりば | 路線     | 方向 | 行先                   |
| ------ | -------- | ---- | ---------------------- |
| 1      | JR神戸線 | 下り | 西明石・姫路方面       |
| 2      | JR神戸線 | 上り | 三ノ宮・尼崎・大阪方面 |

- 上表の路線名は旅客案内上の名称（愛称）で表記している。

### ダイヤ
日中時間帯は1時間に8本（快速・普通が4本ずつ）停車する。朝ラッシュ時は本数が多くなる（三ノ宮・大阪方面は普通電車のみの設定）。

## 利用状況
「兵庫県統計書」によると、2022年（令和4年）度の1日平均乗車人員は15,424人である。
「神戸市統計書」（神戸市企画調整局総合計画課・編）及び「兵庫県統計書」によると、近年の1日平均乗車人員は以下の通り。
| 年度   | 1日平均 乗車人員 |
| ------ | ---------------- |
| 1999年 | 19,380           |
| 2000年 | 20,336           |
| 2001年 | 20,014           |
| 2002年 | 19,619           |
| 2003年 | 20,039           |
| 2004年 | 20,086           |
| 2005年 | 20,655           |
| 2006年 | 20,951           |
| 2007年 | 20,970           |
| 2008年 | 21,102           |
| 2009年 | 20,692           |
| 2010年 | 20,306           |
| 2011年 | 20,408           |
| 2012年 | 20,230           |
| 2013年 | 20,348           |
| 2014年 | 19,653           |
| 2015年 | 19,955           |
| 2016年 | 19,917           |
| 2017年 | 19,926           |
| 2018年 | 19,464           |
| 2019年 | 18,856           |
| 2020年 | 14,790           |
| 2021年 | 14,769           |
| 2022年 | 15,424           |

## 駅周辺
- 舞子公園駅（山陽電気鉄道本線）[6]
- 高速舞子バスターミナル（神戸淡路鳴門自動車道上）
- Tio舞子（超高層ビル[2]） - 山陽電鉄線、JR神戸線と神戸淡路鳴門自動車道に囲まれており、当駅および舞子公園駅と連絡通路で結ばれている。
- シーサイドホテル舞子ビラ神戸
- 舞子ホテル
- 兵庫県立舞子公園[2] - 駅の南側、明石海峡大橋下。舞子公園駅より当駅の方が舞子公園に近い。
  - 孫中山記念館[2]
  - 橋の科学館
  - 明石藩舞子台場跡（舞子砲台跡、国指定史跡）
  - 旧木下家（国の登録有形文化財）[2]
- 明石海峡大橋
  - 舞子海上プロムナード[2]

## バス路線
「舞子駅前」停留所にて、神戸市バス（垂水営業所）や山陽バスの路線が発着する。なお、乗り場は系統毎に分かれている。ただし、「52」と「191」は同じ乗り場から発車する。
- 51：県商前・学園都市駅前方面
- 52：朝霧駅前
- 53・54：学園都市駅前方面
- 59：垂水駅
- 191：西部障害者センター・掖済会病院前方面

「高速舞子」については当該記事を参照。

## ホーム転落事故

### 概要
2010年12月17日、当駅にて快速電車（姫路始発米原行き、12両編成）から下車した直後の女性（当時32歳）が車両連結部付近でホームから線路に転落。転落を目撃したほかの乗客により非常停止ボタンが押され報知灯が作動したが、当該電車の車掌は転落に気付かず列車はそのまま発車。その後ハンカチを振って知らせる乗客に気付き、車掌は電車を非常停止させたが電車は既に約50m走行し、女性は電車に轢かれその場で死亡が確認された。また、この際に救出しようとした友人の女性（当時28歳）が負傷した。

### 原因
事故を防ぐことの出来なかった主な要因は以下の通り。
- 女性が転落した部分は、4両目と5両目の間の先頭車両同士が連結された部分のため、通常の連結部に設置されている転落防止幌が設置されていなかった。
- 現場のホームは直線であることからホーム上には終日駅員が配置されていなかった。
- 非常停止ボタンを押してもホーム上全ての報知灯及び警報ブザーが作動する訳では無く、押されたボタンの直上に設置された物のみが作動する仕組みであった。また事故当時に作動した報知灯は車掌の位置からはホーム上の支柱や番線表示の照明に隠れて視認出来なかった[12]。

その後の対策
- 2011年1月末に、当駅の先頭車両同士の連結部が停車する可能性のある3ヶ所のうち、車掌から最も遠い1ヶ所に金属製の固定柵（幅約2.5m、高さ約1.2m）が設置された[11][21]。
- 当駅のホーム上の非常報知灯が14個から21個に増設された[21]。
- 転落防止のため、連結部分に当たる運転席の室内灯を終日点灯させる取組みを始めたが[11]、効果が薄いため一部の車種や他社線に乗入れる列車を除き連結部分の前照灯を終日点灯とすることに改められた[22]。
- 207系1編成（3両+4両）の先頭車に転落防止カバーを試験的に取り付け、半年間効果を検証するとしている[23]。
- 視覚障害者向けには先頭部に音声警報装置を取り付け。287系2編成および前述の転落防止カバーを取り付けた207系1編成ですでに実施[24]。
- 207系（編成中間となる先頭車、体質改善工事が未施工の編成を含む）・221系（併結運用がない奈良支所の6・8両編成を除く[25]）・223系（JR四国に乗り入れる5000番台を除く）・225系・521系に先頭車間転落防止幌を取付。225系2次車（併結運用が無い日根野支所5100番台6両編成を除く）・521系3次車・227系は新製当初から設置。なお、227系の愛称「Red Wing」は、この転落防止幌が翼に見えることが由来である。

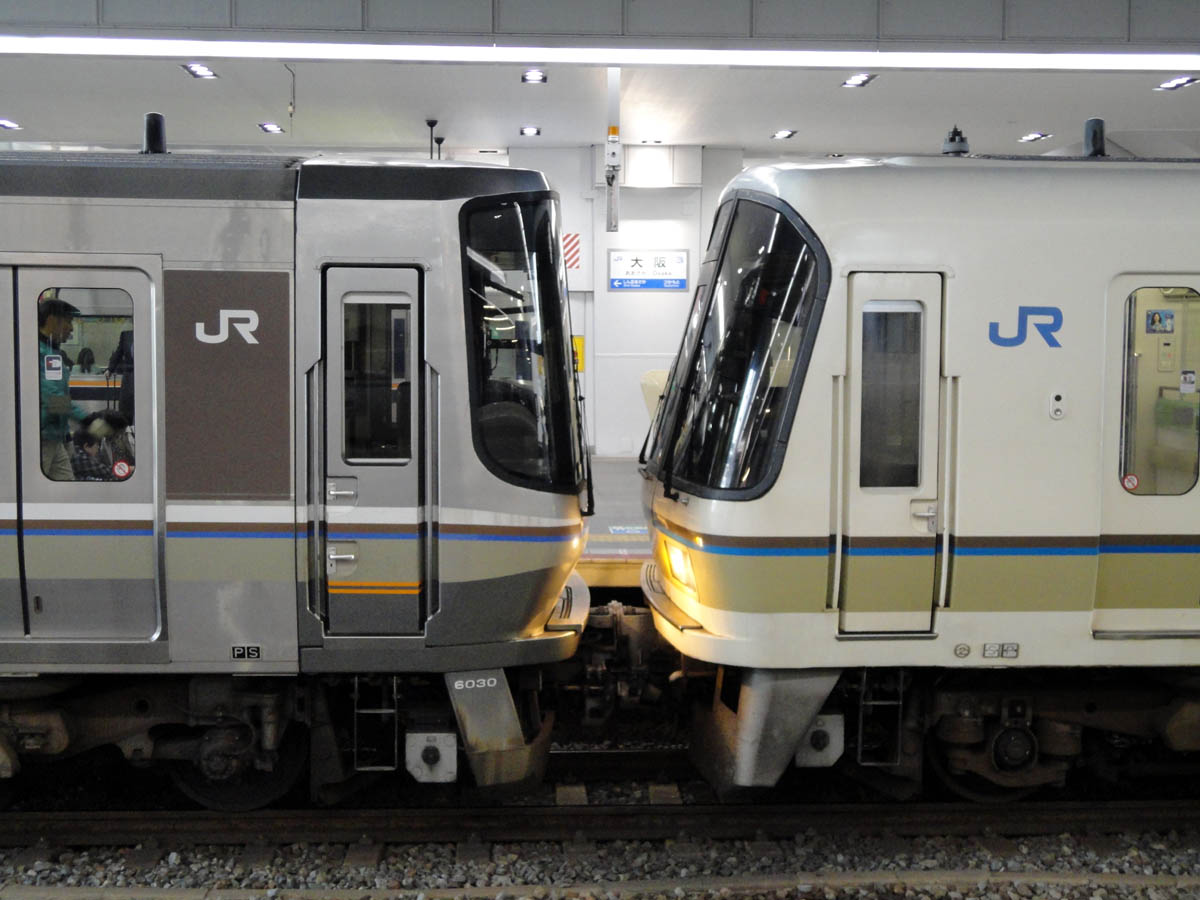
乗客の転落防止のため、連結部分の前照灯を点灯させる措置が行われている。
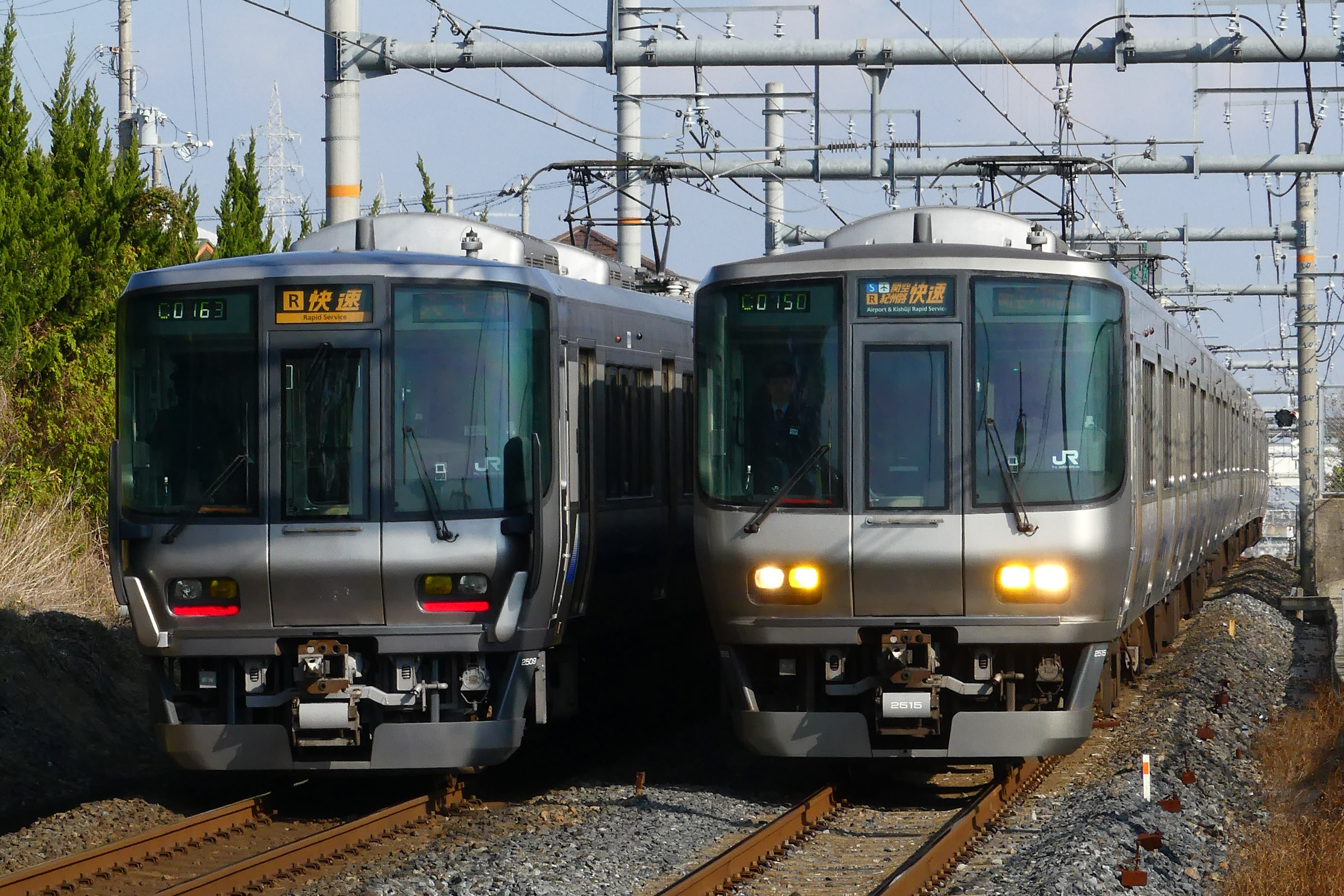
先頭車間転落防止幌の設置過渡期の車両。
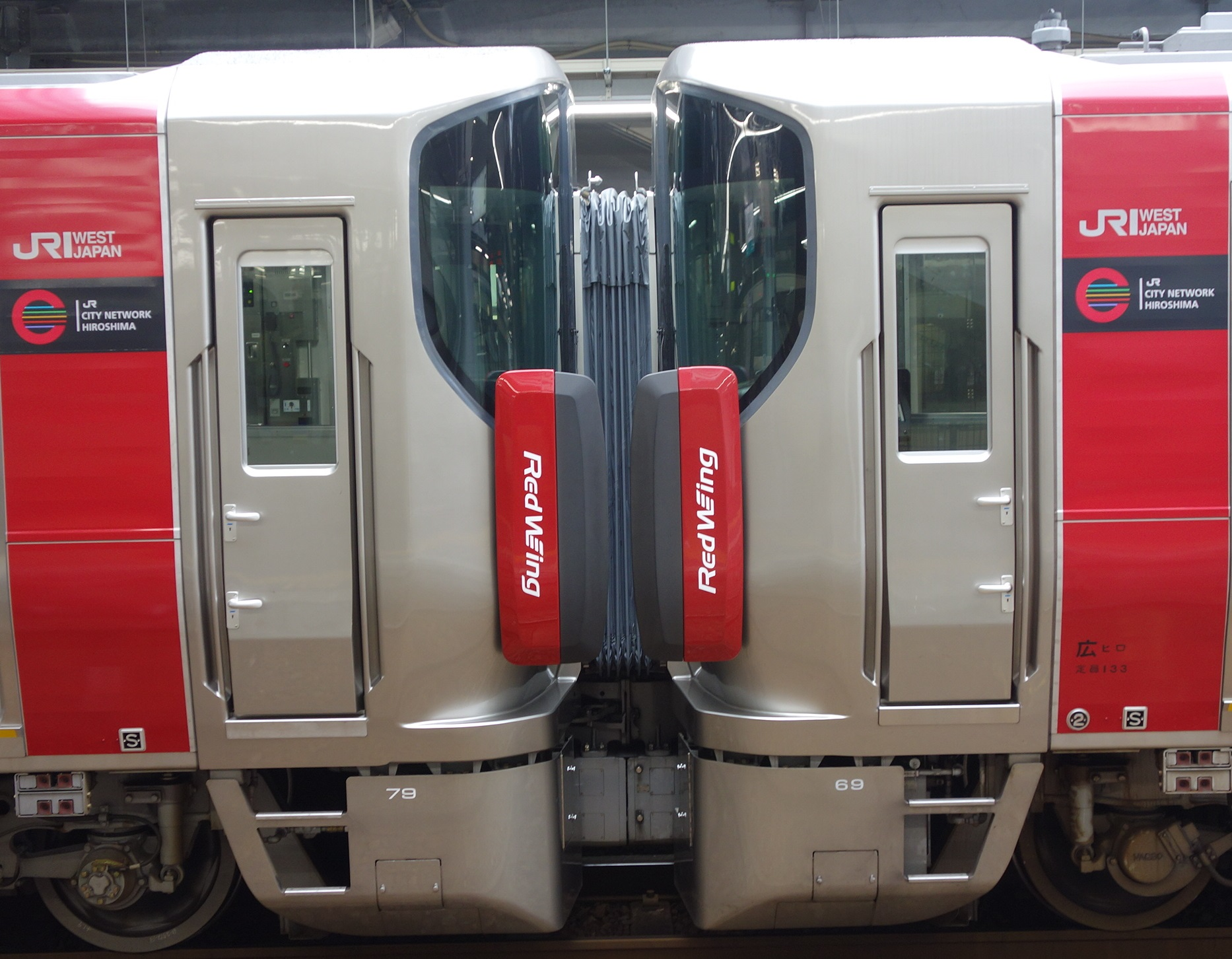
増解結をする新型車両には予め先頭車間転落防止幌が装着されている（写真は227系）。

参考文献
- 2010年12月18日付 朝日新聞朝刊・夕刊

## 隣の駅
西日本旅客鉄道（JR西日本）
 JR神戸線（山陽本線）
■新快速・■快速（列車線経由、朝の上りのみ運転）
通過
■快速（電車線経由）
垂水駅 (JR-A70) - 舞子駅 (JR-A71) - 明石駅 (JR-A73)
■普通（JR東西線・学研都市線内で区間快速となる列車を含む）
垂水駅 (JR-A70) - 舞子駅 (JR-A71) - 朝霧駅 (JR-A72)